# Flipsyde
Flipsyde er en hiphop/rock-gruppe, der blev dannet i 2003 i Oakland, Californien, USA. Flipsyde består af bandmedlemmerne Jinho "Piper" Ferreira, Steve Knight, Dave Lopez og DJ D-Sharp. De har ofte været på tour sammen med Fort Minor, The Black Eyed Peas, Snoop Dogg og deltaget på USA's Anger Management Tour. Flipsyde's single Someday blev valgt som NBC's temasang til Vinter-OL 2006, der blev afholdt i Torino i Italien.
Flipsyde er i løbet af år 2008 blevet et medlem rigere. Det er Chantelle Paige, som også er fra USA. Flipsyde er i gang med at lave deres anden cd, i sammenarbejde med Akon. Deres første single er "Toos it Up" feat Akon. Deres nye cd udkommer indtil videre i september 2008.
Flipsyde er en interessant hiphop-konstellation fra det anerkendte selskab Interscope (bl.a. Eminem). Flipsydes lidt ukonventionelle men stadig harmoniske stil er et mix af stilarter. Toppen og bunden af deres innovative lyd er direkte hiphop, der midt i det hele spices op med latin-agtige guitar riffs (en form for rock).

## Albumudgivelser
- We The People, 2005
  - "Someday"
- We The People (Ny version), 2006
  - "Happy Birthday"

## Eksterne links
- Flipsyde – officiel website Arkiveret 13. september 2008 hos  Wayback Machine
- Flipsyde Fanside Arkiveret 10. april 2016 hos  Wayback Machine
- Flipsyde Sangtekster Arkiveret 4. juli 2006 hos  Wayback Machine
- Flipsyde (Minneapolis) Hjemmeside (Webside ikke længere tilgængelig)
- Curly & Spike Hjemmeside Arkiveret 12. september 2019 hos  Wayback Machine